# Definite Article
Definite Article är den engelske komikern Eddie Izzards uppträdande på Shaftesbury Theatre i London från 1996. Det är hans tredje show och den har givits ut både som video/dvd och som cd, dock inspelade olika kvällar. Han uppträdde under 10 utsålda veckor som sedan följdes upp med en 4 månader lång turné som inte bara tog honom runt Storbritannien och Irland utan även till Paris (på franska), Reykjavik, Amsterdam, Stockholm och Köpenhamn, samt 4 veckor i New York. Under föreställningen tacklar Eddie ämnen som Pavlovs hundar (och katter..), europeiska språk, Hannibal och papegojor

Som Pavlov: "Day 1: Rang bell, dog ate food. Very excited. Day 2: Rang bell louder dog even more food. Have become welsh. Day 3: Like speaking in Welsh so have decided to continue in that way, rang bell, dog ate so much that he explodes. Win Nobel dog prize at Crofts. But he never published his cat results did he? Oh yes they were hushed up. Day 1: Rang bell, cat fucked off. Day 2: Rang bell cat went and answered door. Day 3: Rang bell, cat said he eaten earlier. Cheeky bugger. Day 4: Went to ring bell but cat had stolen batteries! Final day, day 5: rang bell with new batteries but cat put his paw on bell so it made a 'thunk' noise. Then cat rang his own bell! I... ate food."